# De revolutionibus orbium coelestium
De revolutionibus orbium coelestium escucharⓘ (Sobre las revoluciones de las orbes celestes) es la obra fundamental del astrónomo Nicolás Copérnico, donde expone su teoría heliocéntrica. Comenzó a escribirla en 1506, terminándola en 1531, aunque no se publicó hasta el año de su muerte, en 1543, dedicándola al papa Paulo III.
Copérnico pensaba que el sistema ptolemaico era demasiado complicado y quería proponer un modelo alternativo más simple y correcto.

## Historia

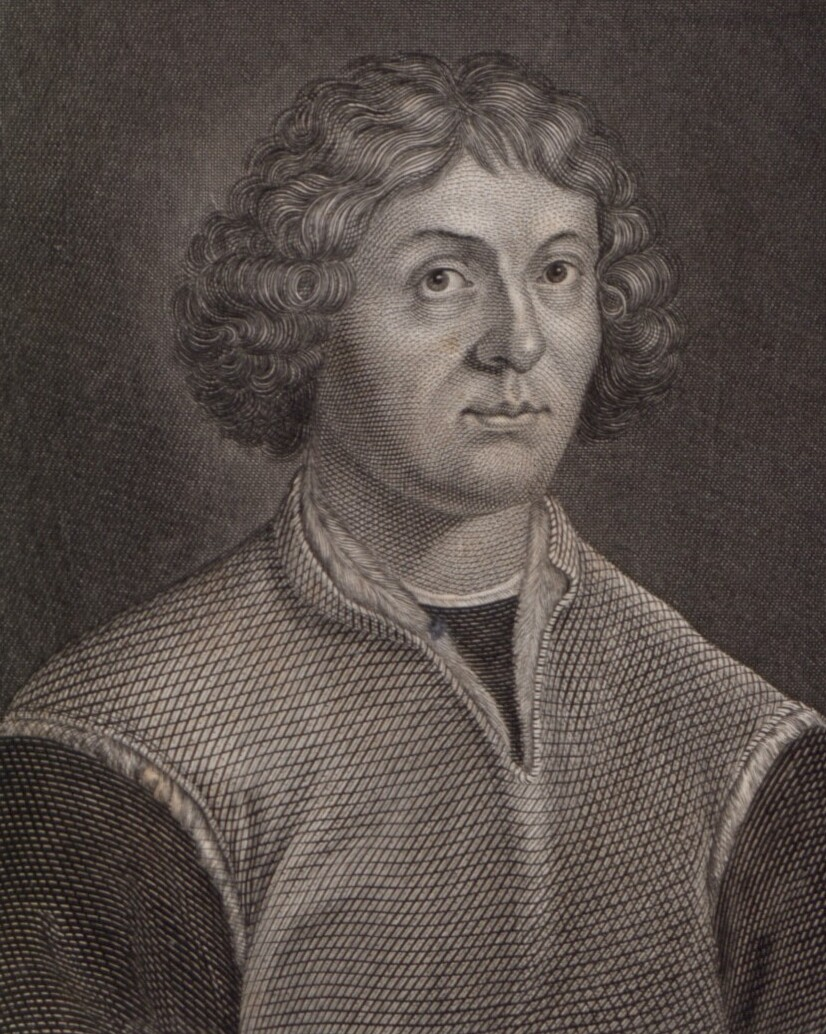
Nicolás Copérnico.

Copérnico delineó primero su sistema en un corto y anónimo manuscrito sin título que distribuyó entre varios amigos, conocido como el Commentariolus. La mayor parte de los historiadores cree que escribió el Commentarioulus después de volver de un viaje a Italia, posiblemente alrededor de 1510. En esta época Copérnico ya anticipaba poder reconciliar fácilmente el movimiento de la Tierra con los movimientos percibidos de los planetas, y esto con menos movimientos de los que eran necesarios según las Tablas alfonsíes (la versión del sistema ptolemaico accesible en su tiempo).
Para elaborar el modelo heliocéntrico, Copérnico se sirvió del Urdi Lemma de Muʾayyad al-Dīn al-ʿUrḍī, una extensión del teorema de Apolonio de Perge que le permitió prescindir del ecuante ptolemaico.
Johanes Schöner entregó a Copérnico observaciones de Mercurio realizadas por Bernhard Walther (1430–1504) de Núremberg, un pupilo de Regiomontano: 45 observaciones en total, 14 de ellas con detalles de longitud y latitud. Copérnico usó tres de ellas en De revolutionibus.
Solo un manuscrito de la mano de Copérnico de De revolutionibus ha sobrevivido. Después de su muerte, fue entregado a su pupilo, Georg Joachim Rheticus, para su publicación.
En 1539, Rheticus, un joven matemático de Wittenberg, llegó a Frombork para estudiar con él. Rheticus leyó el manuscrito de Copérnico e inmediatamente escribió un resumen, libre de los detalles técnicos, en una carta abierta dirigida a Schöner, su maestro astrólogo en Núremberg. Publicó esta carta bajo el título Narratio Prima en Danzig, 1540. Achilles Gasser, amigo y mentor de Rheticus, publicó una segunda edición de la Narratio en Basilea, en 1541. Debido a la amistosa recepción de su trabajo, Copérnico finalmente accedió a publicar más trabajos suyos –en 1542, un tratado sobre trigonometría, que fue tomado del segundo libro del todavía no publicado De revolutionibus. Luego, bajo presión de Rheticus y habiendo visto que la primera recepción de su trabajo no había sido desfavorable, Copérnico accedió a dar su libro a su amigo cercano, el obispo Tiedemann Giese, para que fuera entregado a Rheticus en Wittenberg e impreso por Johannes Petreius en Núremberg. Fue publicado justo antes de la muerte de Copérnico en 1543.

## Contenido

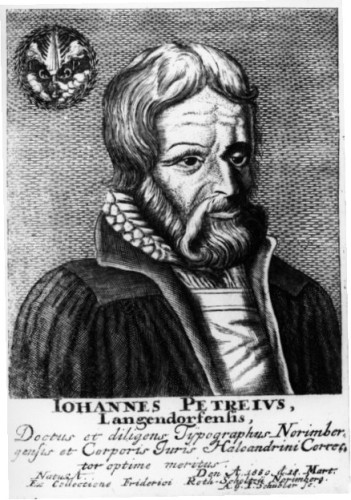
Johannes Petreius, impresor del De Revolutionibus Orbium Coelestium en 1543.

De revolutionibus está dividido en seis «libros» (secciones o partes) y sigue de cerca la disposición del Almagesto de Claudio Ptolomeo, aunque lo actualiza y remplaza.
Libro ILos capítulos del 1 al 11 son en general una visión de la teoría heliocéntrica y una exposición resumida de su cosmología. El orden de los planos celestes es esférico, así como la tierra y el agua conforman un único globo. Los cuerpos celestes (incluyendo la Tierra) tienen movimientos circulares que duran para siempre. Además de exponer cómo la Tierra rota sobre su propio eje alrededor del Sol, Copérnico intenta responder por qué los antiguos pensaron que la Tierra era central y además revela cuál es, según él, el orden y la periodicidad del movimiento de los planetas alrededor del Sol. En los capítulos que van del 12 al 14 hay teoremas para una geometría de cuerdas, así como una tabla de cuerdas.
Libro IISe describen los principios de la astronomía esférica como una base para los argumentos desarrollados en los próximos libros y se despliega un catálogo exhaustivo de estrellas fijas.
Libro IIICopérnico describe su trabajo acerca de la precesión de los equinoccios y trata los movimientos aparentes del Sol y algunos fenómenos relacionados.
Libro IVSe describe la Luna y sus movimientos orbitales.

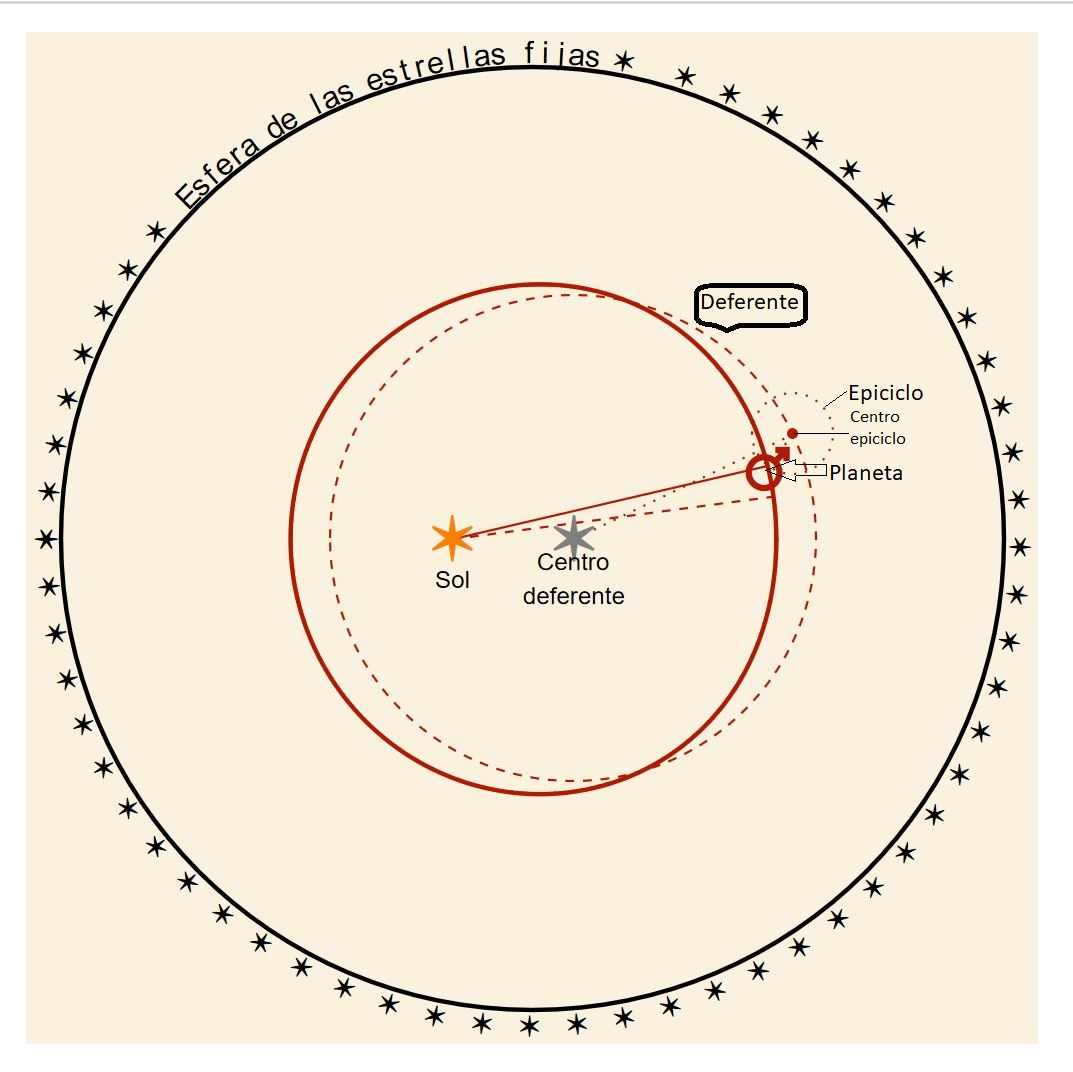
Modelo de Copérnico para los planetas exteriores

Libro VSe explica cómo calcular las posiciones de las estrellas basándose en el modelo heliocéntrico y se ofrecen tablas para los cinco planetas. Aunque coloca el Sol en el centro respecto a las esfera celeste, las órbitas de los planetas (excepto la Tierra) las describe como la composición de dos círculos (deferente y epiciclo), la consecuencia es que los cálculos siguen siendo tan complicados como en el Almagesto.
Libro VISe aborda el asunto de las digresiones de latitud de los cinco planetas en relación con la eclíptica.
Copérnico arguye que el universo comprende ocho esferas. La última, más lejana y exterior, consiste en estrellas fijas sin movimiento, con el Sol quieto en el centro. Los planetas conocidos dibujan vueltas alrededor del Sol, cada uno en su propia esfera, en este orden, del centro hacia afuera: Mercurio, Venus, Tierra, Marte, Júpiter, Saturno. La Luna, no obstante, da vueltas en su esfera alrededor de la Tierra. Lo que parecía ser una vuelta diaria del Sol y las estrellas alrededor de la Tierra, era en realidad la rotación de la Tierra sobre sí misma.
Copérnico se adhería a una de las creencias generales de su tiempo, que los movimientos de los cuerpos celestes debían ser compuestos por movimientos circulares uniformes. Por esta razón, no podía dar cuenta del movimiento observado de los planetas, por ejemplo, de Marte y Mercurio, sin retener un sistema complejo de epiciclos similar a los del sistema ptolomeico. A pesar de la adhesión de Copérnico a este aspecto de la astronomía antigua, su propuesta radical, de una cosmología heliocéntrica, no geocéntrica, fue un golpe serio a la ciencia de Aristóteles –sentó las bases de lo que hoy llamamos Revolución científica.

## Ad lectorem

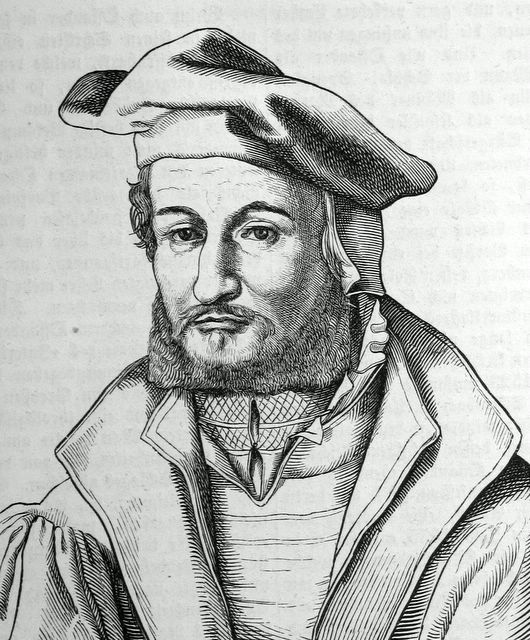
Andreas Osiander, autor del Ad lectorem.

El predicador luterano Andreas Osiander había asumido la tarea de supervisar la impresión y publicación de De Revolutionibus. En un esfuerzo por reducir el impacto controversial del libro, Osiander agregó una carta sin firmar, escrita por él mismo, titulada Ad lectorem de hypothesibus huius operis (Al lector que concierne la hipótesis de este trabajo). Osiander la colocó antes del prefacio de Copérnico, que era una carta al papa Paulo III.
La carta de Osiander trataba de dejar establecido que el sistema de Copérnico era una propuesta matemática, cuyo propósito era contribuir a la disciplina de los cálculos astronómicos y no un intento de declarar una verdad literal:

(...) es el deber de un astrónomo componer la historia de los movimientos celestes a través de un estudio cuidadoso y experto. Debe concebir y divisar las causas de estos movimientos o hipótesis acerca de estos. Ya que no puede de ninguna forma atenerse a las causas verdaderas, adoptará cualesquiera que sean las suposiciones que le permitan calcular estos movimientos correctamente (...). El presente autor se ha dedicado a ambos deberes con excelencia. Estas hipótesis no necesitan ser verdaderas ni probables. Al contrario, si junto a las observaciones proveen un cálculo consistente, eso es ya por sí suficiente (...). Porque este arte, que quede claro, ignora completa y absolutamente las causas de lo aparente. Y si algunas causas son divisadas por la imaginación, como de hecho muchas son, no significa que sean adelantadas para convencer a nadie de que son verdad, sino meramente para proveer una base confiable a los cálculos. De igual modo, dado que diferentes hipótesis son a veces ofrecidas para una misma [causa] (...) el astrónomo elegirá como primera aquella hipótesis que sea más fácil de aprehender. El filósofo buscará tal vez, en cambio, la apariencia de verdad. Pero ninguno va a entender o a declarar nada con certeza, al menos que le haya sido divinamente revelado (...). Que nadie espere nada cierto de la astronomía, porque esta no puede concebirlo, y que se evite aceptar como la verdad ideas concebidas para otro propósito y así no acabar su estudio más tonto de lo que era cuando comenzó.

Los mismos defensores de Osiander señalan que su Ad lectorem «expresa puntos de vista, acerca del propósito y la naturaleza de las teorías científicas, que divergían de lo que Copérnico reclamaba para su propia teoría».
Muchos ven la carta de Osiander como una traición a la ciencia y a Copérnico, y un intento por hacer pasar sus propios pensamientos como si fueran los del autor del libro. Un ejemplo de este tipo de reclamos pueden encontrarse en la Enciclopedia Católica, que declara:

Afortunadamente para él [el moribundo Copérnico], no pudo ver lo que Osiander había hecho. Este reformista, conociendo la actitud de Lutero y Melanchthon contra el sistema heliocéntrico (...), sin agregar su propio nombre, reemplazó el prefacio de Copérnico por otro que contrastaba fuertemente en espíritu [con el suyo].

Mientras que los motivos de Osiander han sido cuestionados por muchos, ha sido defendido por el historiador Bruce Wrightsman, que apunta que aquel no era un enemigo de la ciencia. Al parecer Osiander tenía muchas conexiones con científicos:

Johannes Schöner, el maestro de Rheticus, que Osiander recomendó para su puesto en el Nuremberg Gymnasium; Pedro Apiano de la Universidad de Ingolstadt; Hieronymous Schreiber... Joachim Camerarius... Erasmus Reinhold... Joachim Rheticus... y finalmente, Hieronymous Cardan.

Este mismo historiador adelanta la opinión de que Osiander no firmó la carta porque “era un reformista conocido, cuyo nombre era bien infame entre los católicos" y su firma hubiera causado un escrutinio negativo del trabajo de Copérnico, que era un escolar católico leal. El mismo Copérnico había comunicado a Osiander sus «propios miedos de que su trabajo fuera revisado y criticado por los peripatéticos y teólogos» y que él ya había tenido problemas con su obispo, Johannes Dantiscus, por una relación con una amante y la amistad con el enemigo de Dantiscus y sospechoso de herejía, Alexander Scultetus. También era posible que la protestante Núremberg pudiera caer ante las fuerzas del Sacro Imperio y ya que «los libros de teólogos hostiles podían ser quemados (...) por qué no trabajos científicos asociados a los nombres de odiados teólogos». Wrightsman también sostiene que esto es por lo que Copérnico no mencionó a su mejor estudiante, Rheticus (un luterano) en la dedicatoria del libro al papa.
El interés de Osiander por la astronomía era teológico, al esperar que «la mejora de la cronología de los eventos históricos proveyera interpretaciones apocalípticas de la Biblia más precisas... [compartía] la atención general al hecho de que el calendario no estaba acordado según el movimiento astronómico y que por lo tanto necesitaba corregirse con el diseño de mejores modelos en los cuales basar los cálculos».

Sistema copernicano.

Copérnico estaba impedido por la insistencia de preservar la idea de que los cuerpos celestes debían realizar esferas perfectas –él «estaba todavía apegado a las ideas clásicas de la moción circular (...)». No fue sino hasta el Gran Cometa de 1577 que esta idea fue cuestionada. En 1609 Johannes Kepler fijó la teoría de Copérnico al establecer que los planetas orbitan el Sol no en círculos, sino en elipses.
En su trabajo Copérnico «usó dispositivos convencionales e hipotéticos como los epiciclos (...) igual que todos los astrónomos desde la antigüedad (...) constructos hipotéticos diseñados para “salvar el fenómeno” y asistir la computación». La teoría de Ptolomeo contenía una hipótesis acerca del epiciclo de Venus que resultaba absurdo si se lo veía como cualquier otra cosa que no fuera un dispositivo geométrico (debía corresponderse con una variación en brillo y distancia mucho mayor de la que en realidad se registraba). «A pesar de este defecto en la teoría de Ptolomeo, la hipótesis de Copérnico predice aproximadamente las mismas variaciones». A partir de este señalamiento, de la semejanza con los términos y deficiencias que caracterizaban el trabajo de Ptolomeo, Osiander pudo decir que había «poca ganancia en cuanto a la verdad referida a lo técnico o físico» en el paso de un sistema a otro. Era esta distinción con respecto a lo técnico de la astronomía lo que permitía que el sistema ptolomeico «funcionara desde la antigüedad, a pesar de sus inconsistencias con los principios de la física y las objeciones filosófica de los Averroistas».
Al escribir su Ad lectorem, Osiander estaba influido por la idea de Pico della Mirandola, de que la humanidad «ordena un cosmos a partir de un caos de opiniones». De las escrituras de Pico, Osiander «aprendió a extraer y sintetizar varias nociones de varias fuentes sin tener que convertirse en un seguidor subordinado de ninguna de ellas», pero el efecto de Pico en Osiander se unió a la influencia de Nicolás de Cusa y su idea sobre la coincidencia de opuestos (coincidentia oppositorum). En vez de sostener el énfasis de Pico en relación con el esfuerzo humano, Osiander siguió la idea de Cusa de que entender el universo y su Creador venía de la inspiración divina, más que de la organización intelectual. Osiander sostuvo que en el área de la especulación filosófica y las hipótesis científicas no había «herejes del intelecto», pero que cuando uno supera la especulación, para ingresar en la declaración de verdades, la última medida está en la Biblia. Al definir el copernicanismo como una especulación matemática, Osiander afirmaba que no tenía sentido oponerlo a las constataciones de la Biblia.
La influencia de Pico en Osiander no escapó a la atención de Rheticus. Este reaccionó con fuerza contra el Ad lectorem, en palabras del historiador Robert S. Westman:

La fuente más profunda de la ira de Rheticus era (...) la visión de la astronomía como una disciplina fundamentalmente incapaz de producir conocimiento certero. Para Rheticus, esta posición extrema seguramente debió resonar incómodamente con los ataques de Pico della Mirandola contra la fundación de la astrología divinatoria.

En sus Disputas Pico había dirigido un ataque devastador contra la astrología y debido a que los astrólogos que hacían las predicciones relegaban a los astrónomos la autoridad de decirles dónde estaban los planetas, estos últimos también se convirtieron en parte del blanco. Pico sostenía que, dado que los astrónomos que calculaban las posiciones planetarias no alcanzaban a ponerse de acuerdo ni siquiera entre ellos mismos, no era posible posible confiar en ellos, mientras que Pico podía traer a concordar escritores como Aristóteles, Platón, Plotino, Averroes, Avicenas, y Aquino. La falta de consenso que veía en la comunidad de astrónomos le parecía prueba suficiente de la falibilidad de la astronomía, comparable a la de la astrología. Pico señalaba que los instrumentos de los astrónomos eran imprecisos y que cualquier imperfección, incluso una de un grado, anulaba cualquier posible valor que pudieran tener para la astrología. La gente no debía confiar en los astrólogos porque los números de los astrónomos no eran confiables. Pico señaló que los astrónomos ni siquiera podían decir dónde aparecía el Sol dentro del orden de los planetas que orbitaban la Tierra (algunos lo ubicaban cerca de la Luna, otros entre los planetas). Pico preguntaba si acaso podían los astrólogos reclamar que podían leer lo que estaba pasando, cuando los astrónomos en los que confiaban no podían ofrecer ninguna precisión, ni siquiera mínima, acerca de las cuestiones básicas.
Como señala Westman:

Parecería que Osiander ofrecía nuevas bases para respaldar las conclusiones de Pico: no era meramente el desacuerdo entre los astrónomos una base para desconfiar del tipo de conocimiento que ellos producían, sino que Osiander proclamaba que los astrónomos podrían llegar a construir un mundo deducido a partir de falsas premisas. De ahí que un conflicto, entre el escepticismo de Pico y los principios seguros para una ciencia de las estrellas, estuviera incrustado en el complejo aparato dedicatorio de De Revolutionibus.

De acuerdo con las notas de Michael Maestlin, «Rheticus (...) se vio envuelto en una riña muy amarga con el impresor [sobre el Ad lectorem]. Rheticus (...) sospechaba que Osiander había escrito el prefacio. Si era cierto, declaró, iba a disciplinar al tipo con tal violencia que en el futuro sabría no meterse en lo que no era asunto suyo».
En oposición al Ad lectorem, Tiedemann Giese pidió a la ciudad de Núremberg que publicara una corrección, pero esto no se hizo, y el asunto cayó en el olvido. Jan Brożek, que apoyaba a Copérnico, también se lamentó del Ad lectorem, escribió:

La hipótesis de Ptolomeo queda. La hipótesis de Copérnico es que la tierra está en movimiento. ¿Puede, por lo tanto, ser cierto? (...) En efecto, Osiander con ese prefacio suyo confunde (...) alguien podría preguntar: ¿Cómo podría uno saber cuál hipótesis es más verdadera, la Ptolomeica o la Copernicana?.

Petreius había enviado una copia a Hieronymus Schreiber, un astrónomo de Núremberg que había sustituido a Rheticus como profesor de matemática en Wittenberg mientras Rheticus estaba en Núremberg supervisando la impresión.
Schreiber, que murió en 1547, dejó en su copia del libro una nota acerca de la autoría de Osiander. Vía Michael Mästlin esta copia llegó a mano de Johannes Kepler, que descubrió lo que Osiander había hecho y metódicamente demostró que había agregado el prefacio. Los más reconocidos astrónomos de la época habían aceptado ya que el prefacio era de Osiander.
Owen Gingerich da una versión ligeramente diferente: Kepler sabía que Osiander] era el autor porque lo había leído en la anotación de Schreiber, y que fue Maestlin el que se enteró por Kepler. En efecto, Maestlin examinó el libro de Kepler al punto de dejar unas anotaciones escritas en este. No obstante, Maestlin ya sospechaba de Osiander, porque había comprado su De revolutionibus a la viuda de Filipo Apiano; al examinar el libro encontró una nota que atribuía la introducción a Osiander.
Johannes Praetorius (1537–1616), que supo de la autoría de Osiander porque Rheticus se lo contó cuando lo visitó en Cracovia, escribió el nombre de Osiander en el margen del prefacio en su copia De revolutionibus.
Las tres primeras ediciones de De revolutionibus incluían el prefacio de Osiander.

## Recepción de la obra

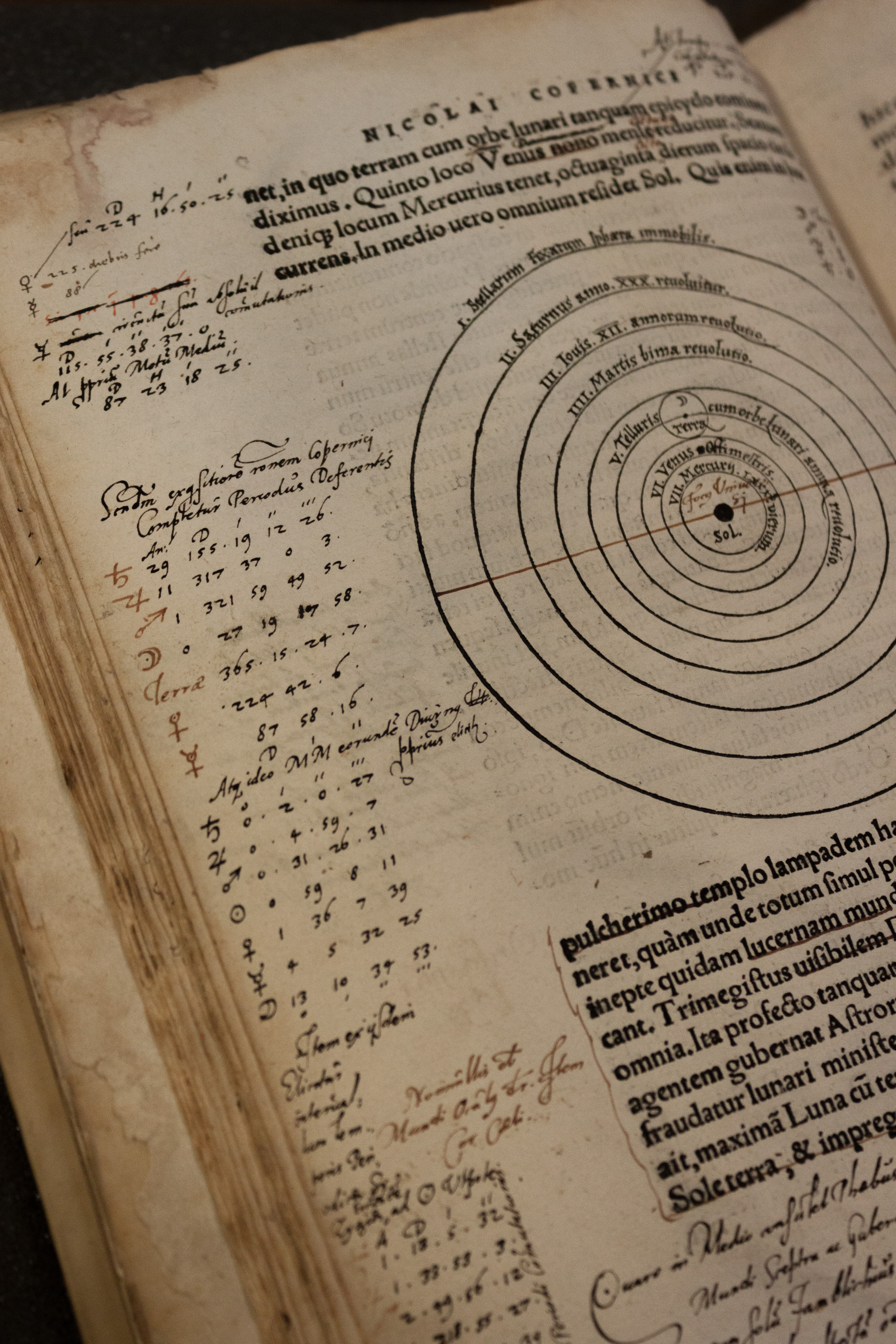
Una página de la obra con anotaciones de Erasmus Reinhold y Paul Wittich (Biblioteca de la Universidad de Lieja).

Cuando el libro fue finalmente publicado, la demanda era poca, con una tirada inicial de cuatrocientos ejemplares que no llegaron a agotarse. Copérnico había hecho el libro extremadamente técnico, ilegible para todos excepto los más avanzados astrónomos del día, permitiendo así que se diseminara entre ellos sin causar una controversia desmedida. Y, como Osiander, matemáticos y astrónomos contemporáneos promovieron entre la audiencia el punto de vista de que era una ficción matemática útil, sin validez física real, escudándolo de esta forma de las acusaciones de blasfemia. Pero incluso antes de la publicación en 1543, ya circulaban rumores acerca de las tesis centrales que se encontrarían en De revolutionibus. Supuestamente Martín Lutero dijo en 1539:
"La gente le prestó la oreja a un astrólogo advenedizo que buscó demostrar que la tierra se mueve, no los cielos en el firmamento, el sol y la luna (…). Este loco desea revertir toda la ciencia completa de la astronomía; pero la escritura sagrada nos dice [Josué 10:13] que Josué comandó al sol quedarse quieto, y no la tierra".
El libro causó una controversia moderada en su publicación. Sin embargo, en 1546 un sacerdote dominico, Giovanni Maria Tolosani, escribió el tratado De veritate Sacrae Scripturae denunciando la teoría copernicana y defendiendo la verdad absoluta de la Biblia. La argumentación usada por Tolosani en esta obra se encuentra de nuevo en las acusaciones hechas contra Galileo Galilei.
La recepción de esta obra en el mundo académico e intelectual europeo del siglo XVI (no así del siguiente) fue predominantemente negativa. La Sorbona (París, Francia) y la mayoría de universidades católicas la calificaron de sacrílega, así como los principales representantes del Protestantismo, en especial Lutero y Calvino, quienes la condenaron muy enérgicamente alegando que contradecía a las Sagradas Escrituras. En cambio, tuvo una buena acogida en la Universidad de Salamanca (España): en sus Estatutos de 1561 figura como lectura opcional y en los de 1594 es de lectura obligatoria.

Entre algunos astrónomos, el libro «de inmediato tomó su lugar como el auténtico sucesor del Almagesto de Ptolomeo, que había sido hasta entonces el Alfa y Omega de los astrónomos». Erasmus Reinhold alabó el trabajo en 1542 y hacia 1551 había desarrollado las Tablas Pruténicas usando los métodos de Copérnico. Las Tablas Pruténicas, publicadas en 1551, fueron usadas como base para la reforma del calendario instituida en 1582 por el papa Gregorio XIII. También fueron usadas por los marineros y exploradores marítimos de la época, cuyos predecesores del siglo XV habían usado la Tabla de las Estrellas de Regiomontano. En Inglaterra, Robert Recorde, John Dee, Thomas Digges y William Gilbert estuvieron entre los que adoptaron la posición de reconocer los métodos de Copérnico; en Alemania, Christian Wurstisen, Christoph Rothmann y Michael Mästlin, el maestro de Johannes Kepler; en Italia, Giambattista Benedetti y Giordano Bruno, mientras que Francesco Patrizi sí aceptó la rotación de la Tierra. En España, las reglas publicadas en 1561 para el currículo de la Universidad de Salamanca daba a los estudiantes la posibilidad de elegir entre estudiar Ptolomeo o Copérnico. Uno de sus estudiantes, Diego de Zúñiga, publicó una aceptación de la teoría Copernicana en 1584.
En 1549 Melanchthon, el principal teniente de Lutero, escribió contra Copérnico, señalando el conflicto aparente con lo declarado en las Sagradas escrituras y abogando que“medidas severas” fueran tomadas para restringir la impiedad de los Copernicanos. 
En 1616 el cardenal Bellarmino ordenó a Galileo en nombre del papa que tomara como posición que el sistema era solo una construcción matemática sin constituir una realidad física. Anteriormente, Galileo había alegado en su defensa que la tesis copernicana también había sido compartida por otros autores, entre los que mencionó al teólogo español Diego de Zúñiga (1536–1598). Este había escrito en su libro In Job Commentaria (1584) que el heliocentrismo de Copérnico no era incompatible con la fe católica. Sin embargo, la Iglesia acabó incluyendo las obras de Zúñiga y Copérnico en el Índice de libros prohibidos, mediante un Decreto de la Sagrada Congregación del 5 de marzo de ese año:

(...) También ha llegado a conocimiento de la esta Congregación que la doctrina pitagórica —que es falsa y por completo opuesta a la Sagrada Escritura— del movimiento de la Tierra y la inmovilidad del Sol, que también es enseñada por Nicolás Copérnico en 'De Revolutionibus orbium coelestium', y por Diego de Zúñiga en 'Job', está difundiéndose ahora en el extranjero y siendo aceptada por muchos (...). Por lo tanto, para que esta opinión no pueda insinuarse en mayor profundidad en perjuicio de la verdad Católica, la Sagrada Congregación ha decretado que la obra del susodicho Nicolás Copérnico, 'De Revolutionibus orbium', y de Diego de Zúñiga, 'Sobre Job', sean suspendidas hasta que sean corregidas.

Solo se permitieron algunas ediciones corregidas en las que se explicaba que la teoría heliocéntrica no tenía que ver con la descripción de la realidad. Dichas ediciones fueron preparadas en 1620 pero nunca fueron impresas en gran número.  El libro no apareció en el Índice de libros prohibidos revisado por el papa Benedicto XIV, a mediados del siglo XVIII. El libro original permaneció en el Índice hasta el año 1835.
La primera edición de esta obra alcanzó en subasta pública el precio histórico para un libro de ciencias de 2.2 millones de dólares, en la casa de subastas Christie's el 18 de junio de 2008.

## Censo de copias

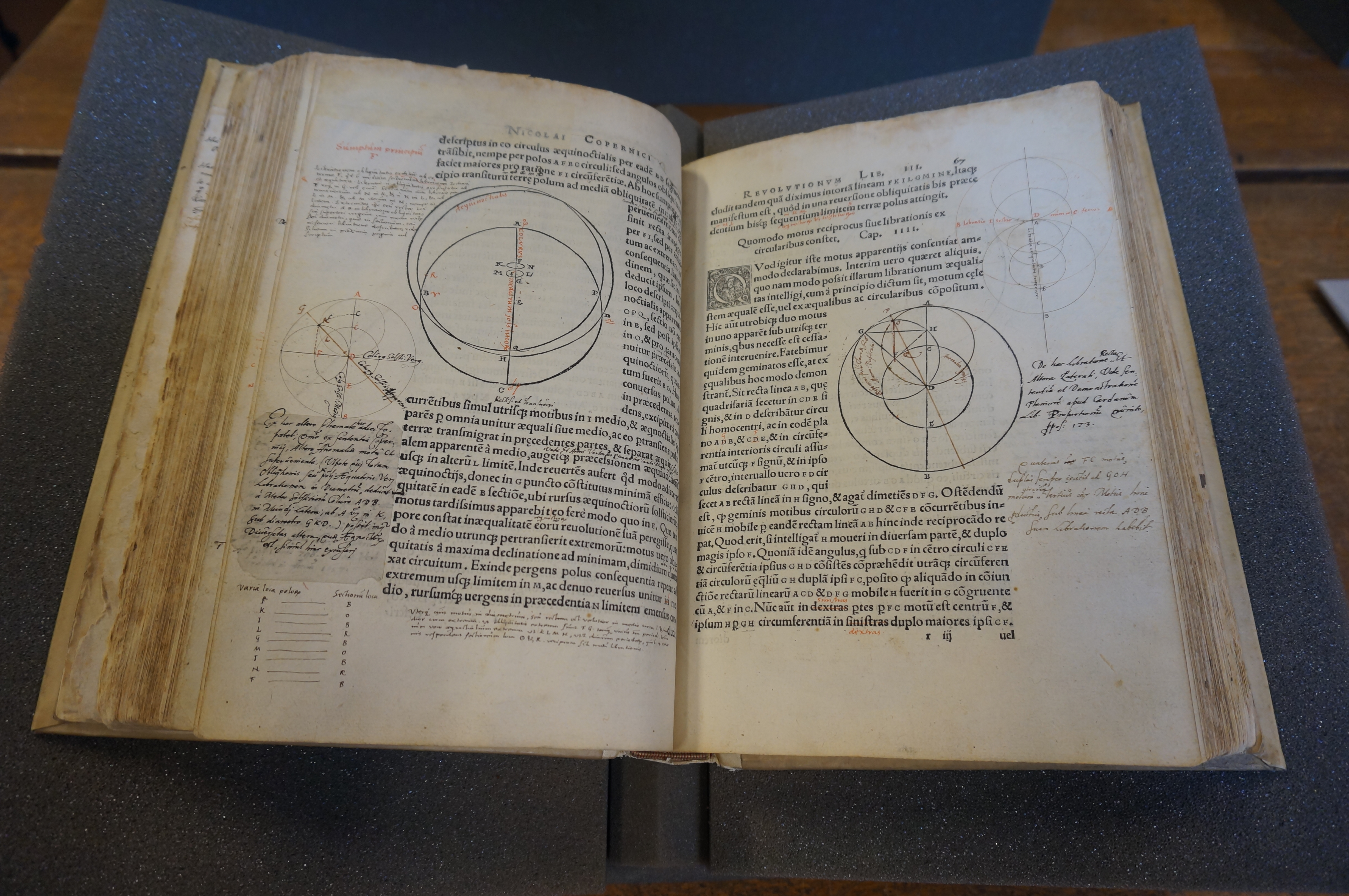
Un ejemplar de la obra.

Arthur Koestler describía De revolutionibus como «El libro que nadie leyó», diciendo que el libro «era y es uno de los peores vendidos de todos los tiempos», a pesar del hecho de que fue reimpreso cuatro veces. Owen Gingerich, un escritor que se dedica tanto a Nicolás Copérnico como a Johannes Kepler, refutó esta afirmación después de un proyecto de treinta y cinco años en que examinó todas las copias sobrevivientes de las dos primeras ediciones. Gingerich demostró que casi todos los principales matemáticos y astrónomos de la época tenían el libro y lo leyeron; no obstante, su análisis de los márgenes muestran que casi todos ignoraban la cosmología al comienzo del libro y solo estaban interesados en los capítulos posteriores que contenían los nuevos modelos de movimiento que prescindían del ecuante ptolomeico.
Nicolaus Reimers tradujo en 1587 el libro al alemán.
En enero de 2017 una copia de segunda edición fue robada como parte de un atraco en el aeropuerto de Heathrow que todavía no ha sido esclarecido.